# 常不軽菩薩

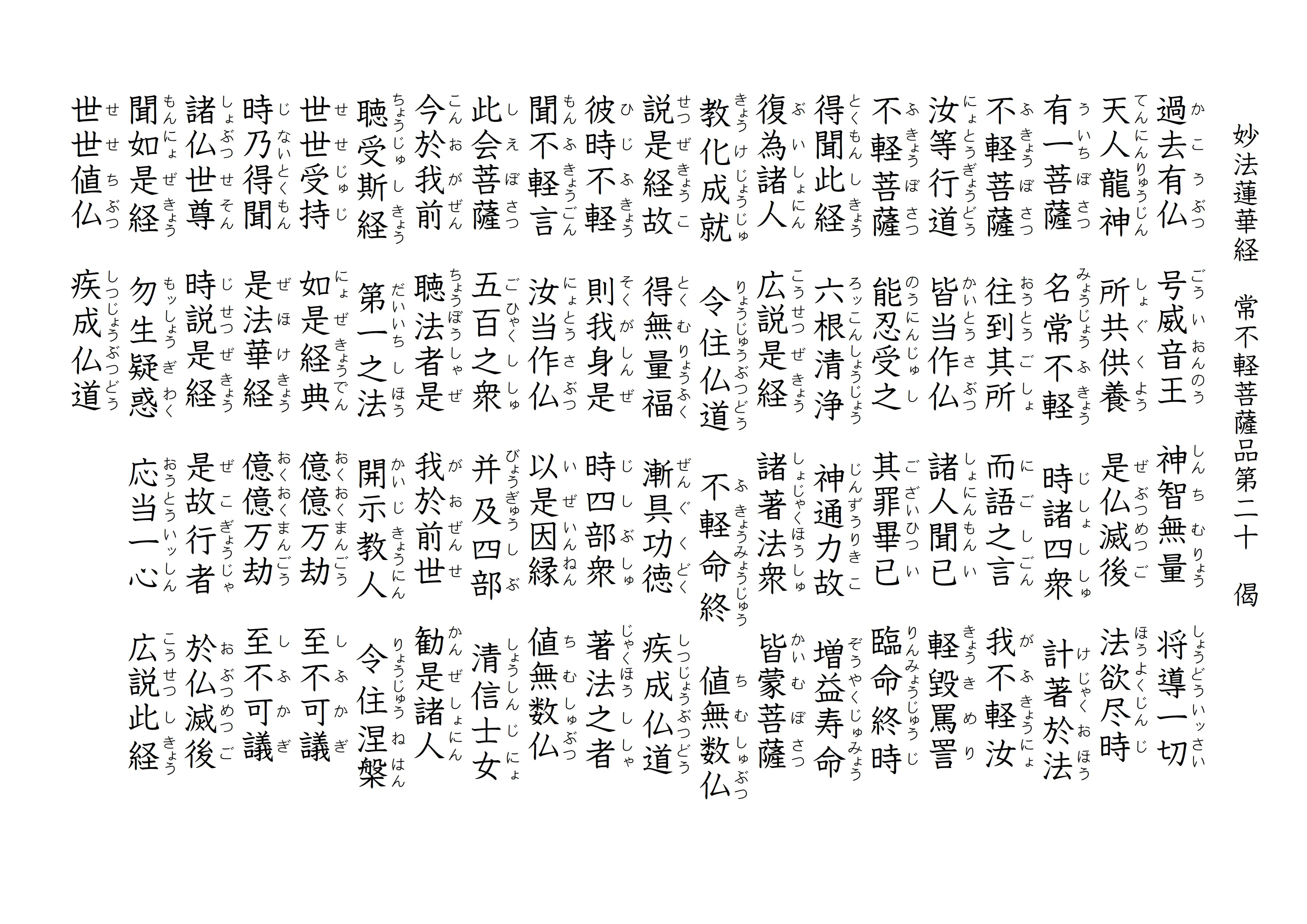
『妙法蓮華経』常不軽菩薩品第二十の偈

常不軽菩薩（じょうふきょうぼさつ、梵: Sadāparibhūta）とは、『法華経』常不軽菩薩品第二十に登場する菩薩である。彼は人をみると「私はあなた方を尊敬して決して軽くみることはしない。あなた方はみな修行して仏陀となる人々だから」と言い、人々にはずかしめられ打たれると、その場を逃げ、離れた場所から再び同じ言葉を繰返したという。そこでこの名がある。

## 名称
「常不軽」のサンスクリット原本での名前は「サダーパリブータ(Sadāparibhūta)」である。この名前はサンスクリット語では4つの意味をもつ掛詞となっている。「サダーパリブータ」は、
Sadā-(常に)+paribhūta-(軽んじられた)
Sadā-(常に)+a-paribhūta-(軽んじられなかった)
の2通りの連声の結果であると解釈できる。また過去受動分詞 paribhūta- と a-paribhūta- はサンスクリット文法にしたがえばそれぞれ能動の意味も持ちうる。よって、サダーパリブータという人名は、
1. (相手を)常に軽んじない人
2. (相手を)常に軽んじた(と相手に思われてしまった)人
3. (相手から)常に軽んじられた人
4. (相手から)常に軽んじられなかった人

という4つの意味の掛詞になっており、これは『法華経』常不軽菩薩品第二十のストーリーそのままになっている。日本語の掛詞は、せいぜい2つの意味を1つの言葉に持たせるだけだが、『法華経』サンスクリット原本の編纂者は4つの意味に解釈できる人名を作り、しかもそれを物語の流れと見事に連動させた。植木雅俊は「この命名は天才的なものである」と評価した。
なお植木雅俊・訳『梵漢和対照・現代語訳　法華経』(岩波書店、2008年)は例外的にサダーパリブータの4つの意味をちゃんと訳している。同書の、サンスクリット原本からの翻訳の第19章(鳩摩羅什訳の常不軽菩薩品第二十にあたる)のタイトルは「常に軽んじない〔と主張して、常に軽んじていると思われ、その結果、常に軽んじられることになるが、最終的には常に軽んじられないものとなる〕菩薩」となっており、植木が本書の執筆時、岩波書店の編集担当者に「タイトルが、4 行になりますけどいいですか？」と確認したところ、編集者は「植木さん、それは世界で初の訳でしょ？」「はい」「じゃあ、それでいきましょう！」というやりとりがあったという。

## 解説

常不軽菩薩の像。立正寺(東京都渋谷区代々木)

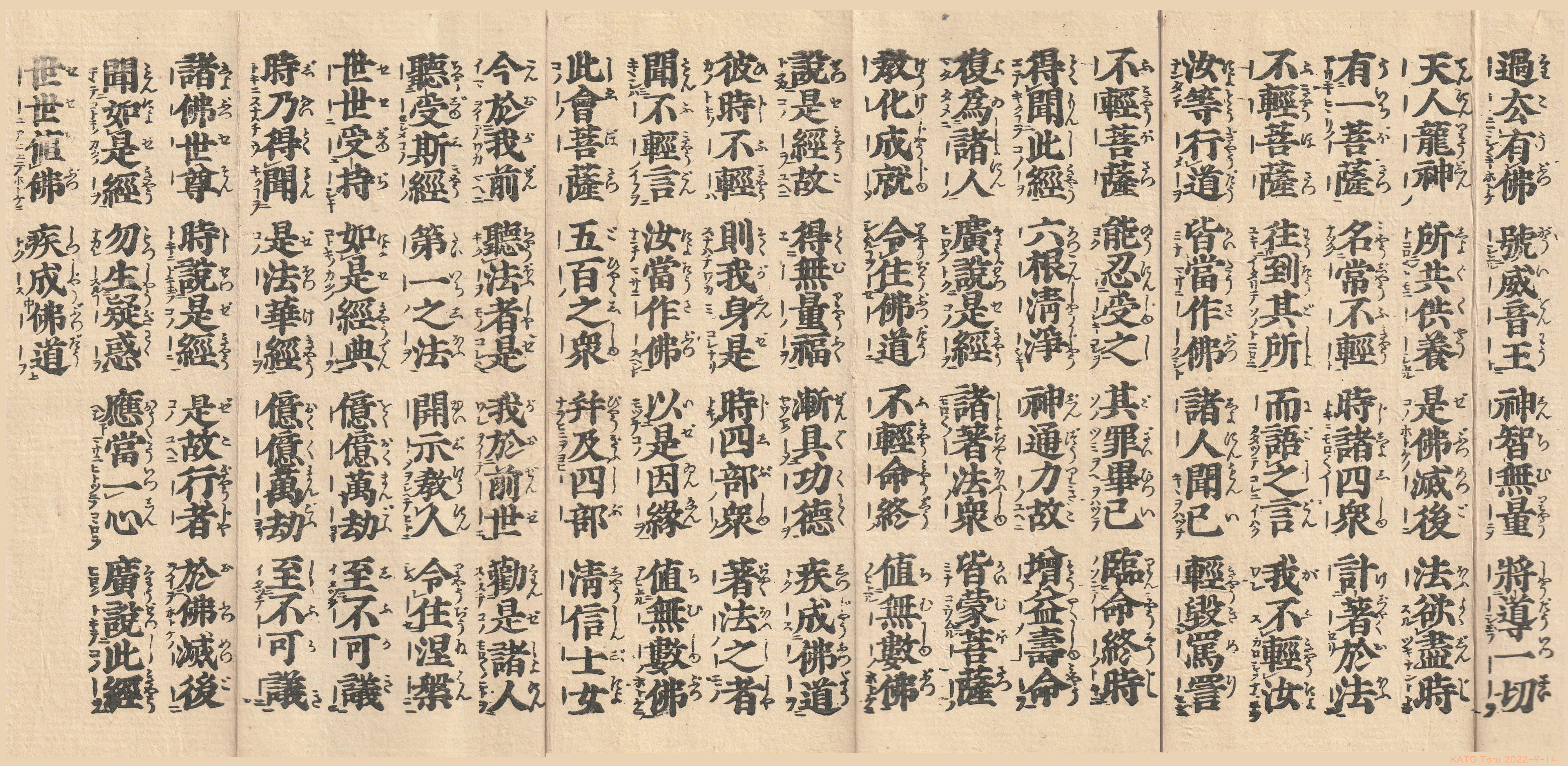
鳩摩羅什訳『妙法蓮華経』常不軽菩薩品第二十の偈(げ)。江戸時代の両点本(経文の右側に音読を、左側に訓読を示す)

法華経に説かれる菩薩で、釈尊の前世の姿であったとされる。
釈尊の前世、むかし威音王如来という同じ名前をもつ2万億の仏が次々と出世された。その最初の威音王仏が入滅した後の像法の世で、増上慢の比丘など四衆（僧俗男女）が多い中にこの常不軽菩薩が出現したとされる。常不軽菩薩は、相手が誰であれ、

「私は、あなたたちを深く敬います。けっして軽蔑しません。だって、あなたたちはみな、菩薩の道を実践して、将来きっと仏になるから」

と呼びかけて、礼拝した(#二十四文字の法華経)。

四衆は「なにをふざけたことを言いやがる」と腹をたて、悪口罵詈（あっくめり）し、杖や枝、瓦石をもって彼を迫害した。それでも彼はめげず、誰に対しても同じ言葉をかけて礼拝し、迫害されるということを繰り返した。
常不軽菩薩は臨終が迫った時、虚空の中において、威音王仏が先に説いた法華経の20千万億の偈を聞き、六根の清浄を得て、2万億那由他という永い寿命を得て、広く人のために法華経を説いた。これを聞いた増上慢の四衆たちは、その所説を聞き、みな信じ伏し随従した。常不軽菩薩は命終して、同名である2千億の日月燈明如来という仏に値遇し、また同名である2千億の雲自在燈王如来という仏にも値遇し、法華経を説き続け、諸々の善根を植え、さらにまた千万億の仏に遇い法華経を説いて功徳を成就して、最終的に彼も仏と作（な）ることができたという。
常不軽菩薩は自身が誹謗され迫害されても、他人を迫害するどころか、仏法に対する怨敵などと誹謗し返さなかった。この精神や言動は、宗派を問わず教理を越えて、仏教徒としての原理的な行動・言動の規範としてよく紹介引用される。

## 後世への影響

### 二十四文字の法華経
常不軽菩薩が何度、迫害を受けても、あきらめずに人々に呼びかけたセリフ「我深敬汝等、不敢軽慢。所以者何。汝等皆行菩薩道、当得作仏」はたった24文字だが、法華経の万人成仏の教理を演劇的に述べた名言であり、「二十四文字の法華経」と呼ばれる。日蓮も、この24字を「略法華経」つまり要約版法華経として高く評価した。

### 雨ニモマケズ
宮沢賢治の「雨ニモマケズ」において、「ミンナニデクノボートヨバレ／ホメラレモセズ／クニモサレズ」、自らなりたいと願った「サウイフモノ」とは、この常不軽菩薩の精神を示しているという指摘がある。
また、賢治は「雨ニモマケズ」を記した同じ手帳に「土偶坊」という戯曲の構想をメモとして書き残しており、常不軽菩薩の生き方を演劇化するつもりだった(彼の死により未完に終わった)。賢治はこの菩薩を題材とした文語詩「不軽菩薩」を執筆し、その中で「われ汝等を尊敬す/敢て軽賤なさざるは/汝等作仏せん故と/菩薩は礼をなし給ふ」と熱烈な賛辞をささげている。